# U-187
 U-187  — немецкая подводная лодка типа IXC/40, времён Второй мировой войны. 
Заказ на постройку субмарины был отдан 15 августа 1940 года. Лодка была заложена на верфи судостроительной компании «АГ Везер» в Бремене 6 августа 1941 года под строительным номером 1027, спущена на воду 16 марта 1942 года, 23 июля 1942 года под командованием капитан-лейтенанта Ральфа Мюнниха вошла в состав учебной 4-й флотилии. 1 января 1943 года вошла в состав 10-й флотилии. Лодка совершила один боевой поход, успехов не добилась. 4 февраля 1943 года лодка была потоплена в Северной Атлантике в районе с координатами 50°12′ с. ш. 36°35′ з. д. глубинными бомбами с британских эсминцев HMS Vimy и HMS Beverley (H64). 9 членов экипажа погибли, 45 были спасены. Двумя месяцами позже HMS Beverley (H64) был потоплен субмариной U-188. 